# الإعاقة في إيطاليا
بموجب القانون الإيطالي رقم 104 لسنة 1992، تُعرَّف الإعاقة بأنها فقدان قدرة الشخص على أداء الأنشطة اليومية الأساسية دون مساعدة.

## تاريخ
تنص المادة 3 من دستور الجمهورية الإيطالية (1948) على مبدأ المساواة بين المواطنين الإيطاليين. وتشير هذه المادة إلى أن جميع المواطنين الإيطاليين متساوون أمام القانون دون تمييز على أساس الجنس أو العرق أو اللغة أو الدين أو الموقف السياسي أو الظروف الشخصية والاجتماعية. وتتحمل الجمهورية مسؤولية إزالة العوائق الاقتصادية أو الاجتماعية التي تحد من حرية المواطنين ومساواتهم، والتي تعوق تطور الفرد وتحد من المشاركة الفعالة للعمال في التنظيم الاقتصادي والسياسي والاجتماعي لإيطاليا.
أجاز القانون الإيطالي رقم 118 لسنة 1971 تعليم الأطفال ذوي الإعاقة، باستثناء بعض الحالات، في فصول دراسية مشتركة مع الأطفال غير ذوي الإعاقة. وأغلق القانون رقم 517 لسنة 1977 المدارس الخاصة التي كانت تضم فقط أطفالاً ذوي إعاقة (المعروفة باسم المدارس الخاصة). كما نص هذا القانون على ضرورة دمج الطلاب ذوي الإعاقة في الفصول الدراسية. وقد بدأت مرحلة ما قبل المدرسة والمدارس الثانوية بتنفيذ التعليم الدامج في ثمانينيات القرن العشرين. وفي عام 1991، قامت لجنة تضم أشخاصاً من ذوي الإعاقة بإطلاق القانون الإطاري للمساعدة، والاندماج الاجتماعي، وحقوق الأشخاص ذوي الإعاقة، وهو ما أدى إلى اعتماد القانون رقم 104 لسنة 1992 من قبل البرلمان الإيطالي.
قدّمت الأمم المتحدة الاتفاقية الدولية لحقوق الأشخاص ذوي الإعاقة في 13 ديسمبر 2006. وتمت المصادقة عليها في إيطاليا بموجب القانون رقم 18 لسنة 2009. وتعهدت إيطاليا بضمان الإدماج المتكافئ للأشخاص ذوي الإعاقة في السياقات السياسية والاقتصادية والاجتماعية والتعليمية والثقافية، من خلال إزالة الحواجز المؤسسية والبيئية، وتعميم حقوقهم في جميع المجالات القانونية. واستناداً إلى هذه الاتفاقية، تُعرَّف الإعاقة على أنها حالة يعاني فيها الأشخاص من إعاقات جسدية أو عقلية أو ذهنية أو حسية طويلة الأمد، قد تعيق مشاركتهم الكاملة والمتكافئة في المجتمع.

## تشريعات

### القانون الإيطالي رقم 118 لسنة 1971
يمنح هذا القانون جميع الأطفال، بمن فيهم الأطفال ذوو الإعاقة، الحق في التعليم داخل الفصول الدراسية مع الأطفال غير ذوي الإعاقة. ووفقًا للمعايير الوطنية، تتحمل البلديات مسؤولية جعل المباني المدرسية ميسّرة الوصول لجميع الطلاب. وقد تم تعديل هذا القانون في عام 1988، حيث تم تعريف الإعاقة المُسجلة بأنها تلك الناتجة عن إعاقة موروثة أو مكتسبة، بما في ذلك الإعاقات التقدمية مثل الإعاقة الذهنية أو النقص العقلي أو الصعوبات الدائمة في أداء المهام والأنشطة اليومية. وللحصول على المساعدة الاجتماعية-الصحية وبدل الحضور، يجب أن يكون لدى الأشخاص ذوي الإعاقة الذين تزيد أعمارهم عن 65 عامًا مشاكل دائمة في أداء واجباتهم ومسؤولياتهم المرتبطة بعمرهم.

### القانون الإيطالي رقم 104 لسنة 1992
يضمن هذا القانون احترام كرامة الإنسان للأشخاص ذوي الإعاقة، بالإضافة إلى حقوقهم في الاستقلالية والاعتماد على الذات، مما يسهّل اندماجهم في المجتمعات والمدارس وسوق العمل والمجتمع ككل. ويهدف إلى منع وإزالة العوامل السلبية التي تعيق النمو البشري، بما في ذلك تحقيق أعلى مستوى ممكن من الاستقلالية والمشاركة الاجتماعية. ويعد توفير الموارد المناسبة واستراتيجيات الوقاية والعلاج والتأهيل ضرورة لتحقيق إعادة التأهيل الوظيفي والاجتماعي للأشخاص الذين يعانون من إعاقات جسدية أو حسية.
يهدف هذا القانون إلى إزالة العوائق (المعمارية أو الحسية)، ويقدم موارد لدعم الأشخاص ذوي الإعاقة في التعليم والتدريب. ويجب تعديل الأدوات التقنية والتعليمية لتتناسب مع احتياجات الطلاب ذوي الإعاقات الجسدية أو الحسية. كما يجوز للمدارس عقد شراكات مع مراكز متخصصة في الاستشارات التربوية وتطوير أو تعديل المواد التعليمية الخاصة. وتضم الفصول التي يوجد بها طلاب ذوو إعاقة عادةً ما لا يزيد عن 20 طالبًا، بافتراض تنفيذ عملية الدمج من قبل المعلمين الأساسيين، ومعلمي الدعم، وموظفي المدرسة. يعمل معلمو الدعم جنبًا إلى جنب مع المعلمين العاديين ويشاركون في جميع الأنشطة، بما في ذلك التحضير والتقييم.

### المرسوم الوزاري: القانون 236 لسنة 1989
يناقش هذا المرسوم مسألة الإتاحة، والإمكانية للزيارة، وإمكانية التكييف في المرافق العامة والخاصة. ويعتمد المرسوم الوزاري نهجًا مرنًا قائمًا على الأداء ويتكيّف مع الظروف المحلية. ويتناول المتطلبات الفنية اللازمة لضمان إمكانية الوصول، والتكيّف، والزيارة للمباني الخاصة والمباني السكنية العامة المدعومة والميسّرة. تشير الإتاحة إلى قدرة الأشخاص ذوي القدرات الحسية أو الحركية المحدودة على الوصول إلى المباني، واستخدام المساحات والمعدات بأمان واستقلالية. أما إمكانية الزيارة، فتتعلق بتمكين الأفراد ذوي القدرات المحدودة من الوصول إلى المساحات المشتركة وعلى الأقل إلى دورة مياه واحدة. في حين تشير إمكانية التكييف إلى قابلية تعديل مساحة المبنى بتكلفة معقولة. ويجب تجهيز المرافق بما يضمن تمكين الأشخاص ذوي الإعاقة من الوصول إلى ما يحتاجون إليه.

### مرسوم رئيس الجمهورية: القانون 503 لسنة 1996
يهدف هذا المرسوم الصادر في 24 يوليو 1996 إلى إزالة الحواجز المعمارية في المباني، والمساحات المبنية، والخدمات العامة. تُعرَّف الحواجز المعمارية بأنها مصادر تعيق الحركة، وتشمل العقبات التي تحدّ من الاستخدام الآمن أو المريح للمكان أو للمعدات أو للمكونات، أو غياب الاحتياطات أو الإشارات التي قد تشكل خطرًا على أي شخص، وخصوصًا الأشخاص ذوي الإعاقة البصرية أو السمعية. تتضمن مواد هذا المرسوم تنظيم الإتاحة في المناطق المبنية، والممرات، والأرصفة، ومعابر المشاة، والسلالم والمنحدرات، ودورات المياه العامة، والأثاث الحضري، ومواقف السيارات، وتنظيم مواقف مركبات الأشخاص ذوي الإعاقة، وغيرها من التسهيلات المماثلة.

### القانون الإيطالي رقم 68 لسنة 1999
يتعلق هذا القانون بتوظيف الأشخاص ذوي الإعاقة. وقد فرض التزامات، وعقوبات، وحوافز على الشركات لتوظيفهم. وتنص أحكامه على أن الشركات التي تضم أكثر من 15 موظفًا مُلزَمة بضم أشخاص ذوي إعاقة إلى قواها العاملة.